# Deuxième circonscription de la Nièvre
La deuxième circonscription de la Nièvre est l'une des deux circonscriptions législatives que compte le département français de la Nièvre (58), situé en région Bourgogne-Franche-Comté. Ce département comptait trois circonscriptions jusqu'en 2012.
Elle est représentée à l'Assemblée nationale, lors de la XVIIe législature de la Cinquième République, par Julien Guibert, député du Rassemblement national (RN).

## Description géographique et démographique

### Depuis 2012
Depuis 2012, à la suite du redécoupage électoral de 2010, la deuxième circonscription de la Nièvre regroupe les cantons suivants :
| - canton de Brinon-sur-Beuvron - canton de Château-Chinon (Ville) - canton de Châtillon-en-Bazois - canton de Clamecy - canton de Corbigny - canton de Decize - canton de Donzy |  |  | - canton de Dornes - canton de Fours - canton de Guérigny - canton de Lormes - canton de Luzy - canton de La Machine - canton de Montsauche-les-Settons |  |  | - canton de Moulins-Engilbert - canton de Prémery - canton de Saint-Amand-en-Puisaye - canton de Saint-Pierre-le-Moûtier - canton de Saint-Saulge - canton de Tannay - canton de Varzy |

### De 1988 à 2012

Les trois circonscriptions législatives de la Nièvre de 1988 à 2012.

De 1988 à 2012, la deuxième circonscription de la Nièvre était délimitée par le découpage électoral de la loi n°86-1197 du 24 novembre 1986, elle regroupait alors les divisions administratives suivantes :
| - canton de La Charité-sur-Loire - canton de Cosne-Cours-sur-Loire-Nord - canton de Cosne-Cours-sur-Loire-Sud - canton de Donzy - canton de Guérigny |  |  | - canton de Pougues-les-Eaux - canton de Pouilly-sur-Loire - canton de Prémery - canton de Saint-Amand-en-Puisaye - canton de Varzy |

D'après le recensement général de la population en 1999, réalisé par l'Institut national de la statistique et des études économiques (INSEE), la population totale de cette circonscription était estimée à 78 382 habitants,.

### De 1958 à 1986
Le département avait trois circonscriptions.
La deuxième circonscription de la Nièvre était composée de :
- canton de La Charité-sur-Loire
- canton de Cosne
- canton de Donzy
- canton de Pougues-les-Eaux
- canton de Pouilly-sur-Loire
- canton de Prémery
- canton de Saint-Amand-en-Puisaye
- canton de Saint-Saulge
- canton de Varzy

Source : Journal Officiel du 14-15 Octobre 1958.

## Liste des députés
| Législature | Début de mandat | Fin de mandat     | Député                      | Parti politique | Observations |
| ----------- | --------------- | ----------------- | --------------------------- | --------------- | --- |
| Ve          | 2 avril 1973    | 2 avril 1978      | Jacques Huyghues des Étages | PS              | |
| VIe         | 3 avril 1978    | 22 mai 1981       | Jacques Huyghues des Étages | PS              | Mandat écourté à la suite d'une dissolution parlementaire décidée par François Mitterrand.                                                            |
| IXe         | 23 juin 1988    | 1er avril 1993    | Jacques Huyghues des Étages | PS              | |
| Xe          | 2 avril 1993    | 21 avril 1997     | Didier Béguin,              | UDF,            | Mandat écourté à la suite d'une dissolution parlementaire décidée par Jacques Chirac.                                                                 |
| XIe         | 12 juin 1997    | 18 juin 2002      | Gaëtan Gorce,               | PS,             | |
| XIIe        | 19 juin 2002    | 19 juin 2007      | Gaëtan Gorce,               | PS,             | |
| XIIIe       | 20 juin 2007    | 30 septembre 2011 | Gaëtan Gorce                | PS              | Mandat interrompu le 30 septembre 2011 à la suite de son élection comme sénateur de la Nièvre le 25 septembre lors des élections sénatoriales de 2011 |
| XIVe        | 20 juin 2012    | 20 juin 2017      | Christian Paul              | PS              | Ancien député de la 3e circonscription, supprimée en 2012 Conseiller municipal de Lormes 1er vice-président du conseil régional de Bourgogne          |
| XVe         | 21 juin 2017    | 21 juin 2022      | Patrice Perrot              | LREM            | |
| XVIe        | 22 juin 2022    | 9 juin 2024       | Patrice Perrot              | RE              | Mandat écourté à la suite d'une dissolution parlementaire décidée par Emmanuel Macron.                                                                |
| XVIIe       | 8 juillet 2024  | En cours          | Julien Guibert              | RN              | |

## Résultats électoraux

### Avant le redécoupage de 1986

#### Élections législatives de 1958
| Candidat       | Candidat         | Parti          | Premier tour | Premier tour | Second tour | Second tour |  |
| Candidat       | Candidat         | Parti          | Voix         | %            | Voix        | %           |  |
| -------------- | ---------------- | -------------- | ------------ | ------------ | ----------- | ----------- |  |
|                | Paul Boulet élu  | UNR            | 11 659       | 29,57        | 21 603      | 59,8        |  |
|                | Henri Clément    | Modérés        | 11 199       | 28,4         | 119         | 0,33        |  |
|                | Robert Hostier   | PCF            | 10 366       | 26,29        | 14 401      | 39,87       |  |
|                | André Beauchet   | SFIO           | 5 426        | 13,76        | Retrait     | Retrait     |  |
|                | Célestin Pierrat | UFF            | 784          | 1,99         |             |             |  |
|                |                  |                |              |              |             |             |  |
| Inscrits       | Inscrits         | Inscrits       | 53 621       | 100,00       | 53 623      | 100,00      |  |
| Abstentions    | Abstentions      | Abstentions    | 13 571       | 25,31        | 15 053      | 28,07       |  |
| Votants        | Votants          | Votants        | 40 050       | 74,69        | 38 570      | 71,93       |  |
| Blancs et nuls | Blancs et nuls   | Blancs et nuls | 616          | 1,54         | 2 447       | 6,34        |  |
| Exprimés       | Exprimés         | Exprimés       | 39 434       | 98,46        | 36 123      | 93,66       |  |

Le suppléant de Paul Boulet était Charles Mathey.

#### Élections législatives de 1962
| Candidat       | Candidat           | Parti          | Premier tour | Premier tour | Second tour | Second tour |  |
| Candidat       | Candidat           | Parti          | Voix         | %            | Voix        | %           |  |
| -------------- | ------------------ | -------------- | ------------ | ------------ | ----------- | ----------- |  |
|                | Robert Hostier élu | PCF            | 11 014       | 30,75        | 16 244      | 40,31       |  |
|                | Roger Minot        | UNR-UDT        | 10 265       | 28,66        | 13 014      | 32,29       |  |
|                | Henri Martinet     | Modérés        | 8 626        | 24,08        | 11 041      | 27,4        |  |
|                | André Beauchet     | SFIO           | 3 343        | 9,33         | Retrait     | Retrait     |  |
|                | Henri Clément      | Radsoc         | 2 569        | 7,17         | Retrait     | Retrait     |  |
|                |                    |                |              |              |             |             |  |
| Inscrits       | Inscrits           | Inscrits       | 53 097       | 100,00       | 53 097      | 100,00      |  |
| Abstentions    | Abstentions        | Abstentions    | 16 513       | 31,1         | 12 162      | 22,91       |  |
| Votants        | Votants            | Votants        | 36 584       | 68,9         | 40 935      | 77,09       |  |
| Blancs et nuls | Blancs et nuls     | Blancs et nuls | 767          | 2,1          | 636         | 1,55        |  |
| Exprimés       | Exprimés           | Exprimés       | 35 817       | 97,9         | 40 299      | 98,45       |  |

Le suppléant de Robert Hostier était Pierre Girard, chauffeur, maire de Garchizy.

#### Élections législatives de 1967
| Candidat       | Candidat                     | Parti          | Premier tour | Premier tour | Second tour | Second tour |  |
| Candidat       | Candidat                     | Parti          | Voix         | %            | Voix        | %           |  |
| -------------- | ---------------------------- | -------------- | ------------ | ------------ | ----------- | ----------- |  |
|                | Robert Hostier sortant réélu | PCF            | 13 825       | 32,45        | 23 204      | 55,51       |  |
|                | Paul Minot                   | RI             | 12 759       | 29,94        | 18 599      | 44,49       |  |
|                | Roger Duveau                 | SFIO (FGDS)    | 8 405        | 19,73        | Retrait     | Retrait     |  |
|                | Henri Clément                | CD (PDM)       | 7 620        | 17,88        | Retrait     | Retrait     |  |
|                |                              |                |              |              |             |             |  |
| Inscrits       | Inscrits                     | Inscrits       | 53 350       | 100,00       | 53 350      | 100,00      |  |
| Abstentions    | Abstentions                  | Abstentions    | 10 021       | 18,78        | 9 907       | 18,57       |  |
| Votants        | Votants                      | Votants        | 43 329       | 81,22        | 43 443      | 81,43       |  |
| Blancs et nuls | Blancs et nuls               | Blancs et nuls | 720          | 1,66         | 1 640       | 3,78        |  |
| Exprimés       | Exprimés                     | Exprimés       | 42 609       | 98,34        | 41 803      | 96,22       |  |

Le suppléant de Robert Hostier était Pierre Girard.

#### Élections législatives de 1968
| Candidat       | Candidat                  | Parti          | Premier tour | Premier tour | Second tour | Second tour |  |
| Candidat       | Candidat                  | Parti          | Voix         | %            | Voix        | %           |  |
| -------------- | ------------------------- | -------------- | ------------ | ------------ | ----------- | ----------- |  |
|                | Jacques Bouchacourt élu   | UDR (URP)      | 18 390       | 44,54        | 22 449      | 52,94       |  |
|                | Robert Hostier sortant    | PCF            | 14 242       | 34,5         | 19 956      | 47,06       |  |
|                | Roger Duveau              | SFIO (FGDS)    | 6 479        | 15,69        | Retrait     | Retrait     |  |
|                | Stanislas de La Laurencie | MPR            | 2 174        | 5,27         |             |             |  |
|                |                           |                |              |              |             |             |  |
| Inscrits       | Inscrits                  | Inscrits       | 52 828       | 100,00       | 52 828      | 100,00      |  |
| Abstentions    | Abstentions               | Abstentions    | 10 771       | 20,39        | 9 401       | 17,8        |  |
| Votants        | Votants                   | Votants        | 42 057       | 79,61        | 43 427      | 82,2        |  |
| Blancs et nuls | Blancs et nuls            | Blancs et nuls | 772          | 1,84         | 1 022       | 2,35        |  |
| Exprimés       | Exprimés                  | Exprimés       | 41 285       | 98,16        | 42 405      | 97,65       |  |

Le suppléant de Jacques Bouchacourt était Jean Secrétain, secrétaire départemental des Républicains indépendants, hôtelier à Pougues-les-Eaux.

#### Élections législatives de 1973
| Candidat       | Candidat                        | Parti          | Premier tour | Premier tour | Second tour | Second tour |  |
| Candidat       | Candidat                        | Parti          | Voix         | %            | Voix        | %           |  |
| -------------- | ------------------------------- | -------------- | ------------ | ------------ | ----------- | ----------- |  |
|                | Jacques Bouchacourt sortant     | UDR (URP)      | 13 514       | 31,38        | 19 167      | 43,22       |  |
|                | Jacques Huyghues des Étages élu | PS (UGSD)      | 11 144       | 25,88        | 25 176      | 56,78       |  |
|                | Charles Lederman                | PCF            | 10 808       | 25,1         | Retrait     | Retrait     |  |
|                | Jean-Pierre Le Blanc Bellevaux  | MR             | 5 047        | 11,72        |             |             |  |
|                | Robert Picq                     | PSU            | 2 548        | 5,92         |             |             |  |
|                |                                 |                |              |              |             |             |  |
| Inscrits       | Inscrits                        | Inscrits       | 54 931       | 100,00       | 54 931      | 100,00      |  |
| Abstentions    | Abstentions                     | Abstentions    | 11 002       | 20,03        | 9 701       | 17,66       |  |
| Votants        | Votants                         | Votants        | 43 929       | 79,97        | 45 230      | 82,34       |  |
| Blancs et nuls | Blancs et nuls                  | Blancs et nuls | 868          | 1,98         | 887         | 1,96        |  |
| Exprimés       | Exprimés                        | Exprimés       | 43 061       | 98,02        | 44 343      | 98,04       |  |

La suppléante de Jacques Huyghues des Étages était Léone Corbier, maire adjoint de Guérigny.

#### Élections législatives de 1978
|                                                                | Jacques Huyghues des Étages sortant réélu | PS (MRG)                   | 14 991 | 30,42  | 29 897  | 58,96   |  |  |  |  |  |  |  |
|                                                                | André Perinaud                            | PCF                        | 11 791 | 23,92  | Retrait | Retrait |  |  |  |  |  |  |  |
|                                                                | Francis Lefebvre-Vary                     | UDF (PR)                   | 9 402  | 19,08  | 20 813  | 41,04   |  |  |  |  |  |  |  |
|                                                                | Jean-Louis Lescène                        | RPR                        | 5 042  | 10,23  |         |         |  |  |  |  |  |  |  |
|                                                                | Jacques Bouchacourt                       | Divers droite (Maj. prés.) | 4 412  | 8,95   |         |         |  |  |  |  |  |  |  |
|                                                                | Robert Picq                               | PSU (FA)                   | 1 655  | 3,36   |         |         |  |  |  |  |  |  |  |
|                                                                | Michèle Perronnet                         | LO                         | 1 367  | 2,77   |         |         |  |  |  |  |  |  |  |
|                                                                | Henri Pujos                               | UGP                        | 628    | 1,27   |         |         |  |  |  |  |  |  |  |
|                                                                |                                           |                            |        |        |         |         |  |  |  |  |  |  |  |
| Inscrits                                                       | Inscrits                                  | Inscrits                   | 60 993 | 100,00 | 60 984  | 100,00  |  |  |  |  |  |  |  |
| Abstentions                                                    | Abstentions                               | Abstentions                | 10 694 | 17,53  | 9 332   | 15,3    |  |  |  |  |  |  |  |
| Votants                                                        | Votants                                   | Votants                    | 50 299 | 82,47  | 51 652  | 84,7    |  |  |  |  |  |  |  |
| Blancs et nuls                                                 | Blancs et nuls                            | Blancs et nuls             | 1 011  | 2,01   | 942     | 1,82    |  |  |  |  |  |  |  |
| Exprimés                                                       | Exprimés                                  | Exprimés                   | 49 288 | 97,99  | 50 710  | 98,18   |  |  |  |  |  |  |  |
| Source : Données du CDSP et Sud Ouest du 21 mars 1978, page 10 |                                           |                            |        |        |         |         |  |  |  |  |  |  |  |

La suppléante de Jacques Huyghues des Étages était Léone Corbier, maire de Guérigny.

#### Élections législatives de 1981
| Candidat       | Candidat                                  | Parti               | Premier tour | Premier tour | Second tour | Second tour |  |
| Candidat       | Candidat                                  | Parti               | Voix         | %            | Voix        | %           |  |
| -------------- | ----------------------------------------- | ------------------- | ------------ | ------------ | ----------- | ----------- |  |
|                | Jacques Huyghues des Étages sortant réélu | PS                  | 21 223       | 48,48        | 30 008      | 66,24       |  |
|                | Bernard Berthault                         | Divers droite (UNM) | 13 826       | 31,58        | 15 295      | 33,76       |  |
|                | André Périnaud                            | PCF                 | 8 728        | 19,94        | Retrait     | Retrait     |  |
|                |                                           |                     |              |              |             |             |  |
| Inscrits       | Inscrits                                  | Inscrits            | 61 780       | 100,00       | 61 775      | 100,00      |  |
| Abstentions    | Abstentions                               | Abstentions         | 17 197       | 27,84        | 15 511      | 25,11       |  |
| Votants        | Votants                                   | Votants             | 44 583       | 72,16        | 46 264      | 74,89       |  |
| Blancs et nuls | Blancs et nuls                            | Blancs et nuls      | 806          | 1,81         | 961         | 2,08        |  |
| Exprimés       | Exprimés                                  | Exprimés            | 43 777       | 98,19        | 45 303      | 97,92       |  |

La suppléante de Jacques Huyghues des Étages était Léone Corbier.

### Entre le redécoupage de 1986 et 2010

#### Élections législatives de 1988
| Candidat       | Candidat                        | Parti          | Premier tour | Premier tour | Second tour | Second tour |  |
| Candidat       | Candidat                        | Parti          | Voix         | %            | Voix        | %           |  |
| -------------- | ------------------------------- | -------------- | ------------ | ------------ | ----------- | ----------- |  |
|                | Jacques Huyghues des Étages élu | PS             | 17 917       | 45,12        | 25 695      | 62,56       |  |
|                | Bernard-Claude Savy sortant     | RPR (URC)      | 10 939       | 27,55        | 15 375      | 37,44       |  |
|                | André Périnaud                  | PCF            | 6 770        | 17,05        |             |             |  |
|                | André Cendre                    | FN             | 3 478        | 8,76         |             |             |  |
|                | Madeleine Le Boyer              | POE            | 604          | 1,52         |             |             |  |
|                |                                 |                |              |              |             |             |  |
| Inscrits       | Inscrits                        | Inscrits       | 59 910       | 100,00       | 59 896      | 100,00      |  |
| Abstentions    | Abstentions                     | Abstentions    | 19 237       | 32,11        | 17 430      | 29,1        |  |
| Votants        | Votants                         | Votants        | 40 673       | 67,89        | 42 466      | 70,9        |  |
| Blancs et nuls | Blancs et nuls                  | Blancs et nuls | 965          | 2,37         | 1 396       | 3,29        |  |
| Exprimés       | Exprimés                        | Exprimés       | 39 708       | 97,63        | 41 070      | 96,71       |  |

Le suppléant de Jacques Huyghues des Étages était Robert Bourcier, maire de Guérigny.

#### Élections législatives de 1993
| Candidat       | Candidat             | Parti          | Premier tour | Premier tour | Second tour | Second tour |  |
| Candidat       | Candidat             | Parti          | Voix         | %            | Voix        | %           |  |
| -------------- | -------------------- | -------------- | ------------ | ------------ | ----------- | ----------- |  |
|                | Didier Béguin élu    | UDF (PR)       | 12 434       | 32,5         | 19 392      | 50,66       |  |
|                | Jean-Pierre Mignard  | PS (ADFP)      | 8 070        | 21,09        | 18 883      | 49,34       |  |
|                | André Périnaud       | PCF            | 7 570        | 19,79        | Retrait     | Retrait     |  |
|                | Robert Bouter        | FN             | 4 726        | 12,35        |             |             |  |
|                | Jean-François Daguin | Les Verts (EÉ) | 2 500        | 6,53         |             |             |  |
|                | Colette Duployez     | LT-LNÉ         | 1 822        | 4,76         |             |             |  |
|                | Jacky Brazy          | Divers droite  | 1 135        | 2,97         |             |             |  |
|                |                      |                |              |              |             |             |  |
| Inscrits       | Inscrits             | Inscrits       | 59 617       | 100,00       | 59 610      | 100,00      |  |
| Abstentions    | Abstentions          | Abstentions    | 18 639       | 31,26        | 17 633      | 29,58       |  |
| Votants        | Votants              | Votants        | 40 978       | 68,74        | 41 977      | 70,42       |  |
| Blancs et nuls | Blancs et nuls       | Blancs et nuls | 2 721        | 6,64         | 3 702       | 8,82        |  |
| Exprimés       | Exprimés             | Exprimés       | 38 257       | 93,36        | 38 275      | 91,18       |  |

Le suppléant de Didier Beguin était Jean-François Chanliau, Premier adjoint au maire de Germigny-sur-Loire.

#### Élections législatives de 1997
| Candidat       | Candidat                 | Parti          | Premier tour | Premier tour | Second tour | Second tour |  |
| Candidat       | Candidat                 | Parti          | Voix         | %            | Voix        | %           |  |
| -------------- | ------------------------ | -------------- | ------------ | ------------ | ----------- | ----------- |  |
|                | Gaëtan Gorce élu         | PS             | 11 094       | 27,94        | 24 409      | 60,14       |  |
|                | Didier Béguin sortant    | UDF (PPDF)     | 9 892        | 24,92        | 16 177      | 39,86       |  |
|                | André Périnaud           | PCF            | 8 965        | 22,58        | Retrait     | Retrait     |  |
|                | Robert Bouter            | FN             | 4 959        | 12,49        |             |             |  |
|                | Jean-Luc Dreumont        | Les Verts      | 1 161        | 2,92         |             |             |  |
|                | Martine Mazoyer          | MPF (LDI)      | 1 042        | 2,62         |             |             |  |
|                | François-Xavier Lalaison | GÉ             | 653          | 1,64         |             |             |  |
|                | Michel Girand            | Divers gauche  | 606          | 1,53         |             |             |  |
|                | Lionel Duployez          | LT-LNÉ         | 553          | 1,39         |             |             |  |
|                | Jacques Chougny          | MDC            | 445          | 1,12         |             |             |  |
|                | Luc Maillard             | Divers droite  | 332          | 0,84         |             |             |  |
|                |                          |                |              |              |             |             |  |
| Inscrits       | Inscrits                 | Inscrits       | 58 748       | 100,00       | 58 745      | 100,00      |  |
| Abstentions    | Abstentions              | Abstentions    | 16 942       | 28,84        | 15 288      | 26,02       |  |
| Votants        | Votants                  | Votants        | 41 806       | 71,16        | 43 457      | 73,98       |  |
| Blancs et nuls | Blancs et nuls           | Blancs et nuls | 2 104        | 5,03         | 2 871       | 6,61        |  |
| Exprimés       | Exprimés                 | Exprimés       | 39 702       | 94,97        | 40 586      | 93,39       |  |

La suppléante de Gaëtan Gorce était Martine Vandelle, maire de Parigny-les-Vaux, formatrice en centre d'apprentis.

#### Élections législatives de 2002
| Candidat       | Candidat                   | Parti            | Premier tour | Premier tour | Second tour | Second tour |  |
| Candidat       | Candidat                   | Parti            | Voix         | %            | Voix        | %           |  |
| -------------- | -------------------------- | ---------------- | ------------ | ------------ | ----------- | ----------- |  |
|                | Gaëtan Gorce sortant réélu | PS               | 13 040       | 34,84        | 19 364      | 56,03       |  |
|                | Michèle Boucomont          | UMP              | 10 010       | 26,74        | 15 195      | 43,97       |  |
|                | Annick Brunaud             | FN               | 4 519        | 12,07        |             |             |  |
|                | Liliane Depresle           | PCF              | 3 377        | 9,02         |             |             |  |
|                | Marc Poussière             | Divers           | 1 085        | 2,9          |             |             |  |
|                | Jean-François Notebaert    | Les Verts        | 994          | 2,66         |             |             |  |
|                | Marie-Josèphe Charpentier  | CPNT             | 835          | 2,23         |             |             |  |
|                | Dominique Dupuis           | LO               | 580          | 1,55         |             |             |  |
|                | Thierry Guintrand          | LCR              | 504          | 1,35         |             |             |  |
|                | Bernard Gagnepain          | Divers           | 458          | 1,22         |             |             |  |
|                | Cyrille Taverdet           | Extrême droite   | 429          | 1,15         |             |             |  |
|                | Lionel Duployez            | LT-LNÉ           | 402          | 1,07         |             |             |  |
|                | Guilbert Hainault          | MNR              | 330          | 0,88         |             |             |  |
|                | Jacques Chougny            | Pôle républicain | 298          | 0,8          |             |             |  |
|                | Jean-Luc Clément           | Divers           | 263          | 0,7          |             |             |  |
|                | Julien Gonzalez            | MÉI              | 211          | 0,56         |             |             |  |
|                | Roselyne Gallois           | Divers           | 96           | 0,26         |             |             |  |
|                |                            |                  |              |              |             |             |  |
| Inscrits       | Inscrits                   | Inscrits         | 59 837       | 100,00       | 59 833      | 100,00      |  |
| Abstentions    | Abstentions                | Abstentions      | 21 409       | 35,78        | 23 382      | 39,08       |  |
| Votants        | Votants                    | Votants          | 38 428       | 64,22        | 36 451      | 60,92       |  |
| Blancs et nuls | Blancs et nuls             | Blancs et nuls   | 997          | 2,59         | 1 892       | 5,19        |  |
| Exprimés       | Exprimés                   | Exprimés         | 37 431       | 97,41        | 34 559      | 94,81       |  |

La suppléante de Gaëtan Gorce était Martine Vandelle, conseillère régionale de Bourgogne.

#### Élections législatives de 2007
| Candidat       | Candidat                   | Parti          | Premier tour | Premier tour | Second tour | Second tour |  |
| Candidat       | Candidat                   | Parti          | Voix         | %            | Voix        | %           |  |
| -------------- | -------------------------- | -------------- | ------------ | ------------ | ----------- | ----------- |  |
|                | Gaëtan Gorce sortant réélu | PS             | 14 670       | 40,09        | 21 218      | 57,71       |  |
|                | Annie Legrain              | UMP            | 12 168       | 33,25        | 15 551      | 42,29       |  |
|                | Monique Choquel            | PCF            | 2 198        | 6,01         |             |             |  |
|                | Claude Le Bris             | FN             | 1 609        | 4,4          |             |             |  |
|                | Isabelle Bonnicel          | UDF–MoDem      | 1 540        | 4,21         |             |             |  |
|                | Wilfrid Sejeau             | Les Verts      | 1 016        | 2,78         |             |             |  |
|                | Thierry Guintrand          | LCR            | 763          | 2,09         |             |             |  |
|                | Alexis Richert             | MPF            | 711          | 1,94         |             |             |  |
|                | Madeleine Avizou           | CPNT           | 465          | 1,27         |             |             |  |
|                | Dominique Dupuis           | LO             | 426          | 1,16         |             |             |  |
|                | Lionel Duployez            | LT-LNÉ         | 353          | 0,96         |             |             |  |
|                | Bernard Gagnepain          | Divers         | 257          | 0,7          |             |             |  |
|                | Olivier Mahu               | MNR            | 220          | 0,6          |             |             |  |
|                | Julien Gonzalez            | Divers (PPLD)  | 198          | 0,54         |             |             |  |
|                |                            |                |              |              |             |             |  |
| Inscrits       | Inscrits                   | Inscrits       | 60 586       | 100,00       | 60 613      | 100,00      |  |
| Abstentions    | Abstentions                | Abstentions    | 23 282       | 38,43        | 22 685      | 37,43       |  |
| Votants        | Votants                    | Votants        | 37 304       | 61,57        | 37 928      | 62,57       |  |
| Blancs et nuls | Blancs et nuls             | Blancs et nuls | 710          | 1,9          | 1 159       | 3,06        |  |
| Exprimés       | Exprimés                   | Exprimés       | 36 594       | 98,1         | 36 769      | 96,94       |  |

### Depuis le redécoupage de 2010

#### Élections législatives de 2012
| Candidat       | Candidat                     | Parti          | Premier tour | Premier tour | Second tour | Second tour |  |
| Candidat       | Candidat                     | Parti          | Voix         | %            | Voix        | %           |  |
| -------------- | ---------------------------- | -------------- | ------------ | ------------ | ----------- | ----------- |  |
|                | Christian Paul sortant réélu | PS             | 25 465       | 49,54        | 31 471      | 65,55       |  |
|                | Michèle Boucomont            | UMP            | 11 092       | 21,58        | 16 538      | 34,45       |  |
|                | Marcel Stéphan               | RBM (FN)       | 7 183        | 13,97        |             |             |  |
|                | Monique Choquel              | FG (PCF)       | 3 450        | 6,71         |             |             |  |
|                | Anaïs Hubert                 | EÉLV           | 1 427        | 2,78         |             |             |  |
|                | Marie-Joëlle Guillaume       | PCD            | 658          | 1,28         |             |             |  |
|                | Christine Thomas             | DLR            | 583          | 1,13         |             |             |  |
|                | Philippe Brochet             | Divers         | 505          | 0,98         |             |             |  |
|                | Dominique Dupuis             | LO             | 374          | 0,73         |             |             |  |
|                | Bernard Gagnepain            | AÉI            | 317          | 0,62         |             |             |  |
|                | Annick Le Gall               | NPA            | 228          | 0,44         |             |             |  |
|                | Chantal de Thoury            | AR             | 118          | 0,23         |             |             |  |
|                |                              |                |              |              |             |             |  |
| Inscrits       | Inscrits                     | Inscrits       | 86 675       | 100,00       | 86 663      | 100,00      |  |
| Abstentions    | Abstentions                  | Abstentions    | 34 329       | 39,61        | 36 557      | 42,18       |  |
| Votants        | Votants                      | Votants        | 52 346       | 60,39        | 50 106      | 57,82       |  |
| Blancs et nuls | Blancs et nuls               | Blancs et nuls | 946          | 1,81         | 2 097       | 4,19        |  |
| Exprimés       | Exprimés                     | Exprimés       | 51 400       | 98,19        | 48 009      | 95,81       |  |

#### Élections législatives de 2017
|                                                                           |                                                                       |                           |                           |                          |                          |
|                                                                           |                                                                       | Premier tour 11 juin 2017 | Premier tour 11 juin 2017 | Second tour 18 juin 2017 | Second tour 18 juin 2017 |
|                                                                           |                                                                       |                           |                           |                          |                          |
|                                                                           |                                                                       | Nombre                    | % des inscrits            | Nombre                   | % des inscrits           |
| Inscrits                                                                  | Inscrits                                                              | 82 379                    | 100,00                    | 82 375                   | 100,00                   |
| Abstentions                                                               | Abstentions                                                           | 38 447                    | 46,67                     | 42 850                   | 52,02                    |
| Votants                                                                   | Votants                                                               | 43 932                    | 53,33                     | 39 525                   | 47,98                    |
|                                                                           |                                                                       |                           | % des votants             |                          | % des votants            |
| Bulletins blancs                                                          | Bulletins blancs                                                      | 785                       | 1,79                      | 2 960                    | 7,49                     |
| Bulletins nuls                                                            | Bulletins nuls                                                        | 432                       | 0,98                      | 1 996                    | 5,05                     |
| Suffrages exprimés                                                        | Suffrages exprimés                                                    | 42 715                    | 97,23                     | 34 569                   | 87,46                    |
|                                                                           |                                                                       |                           |                           |                          |                          |
| Étiquette politique                                                       | Étiquette politique                                                   | Voix                      | % des exprimés            | Voix                     | % des exprimés           |
|                                                                           |                                                                       |                           |                           |                          |                          |
|                                                                           | Patrice Perrot La République en marche                                | 14 441                    | 33,81                     | 18 883                   | 54,62                    |
|                                                                           | Christian Paul (député sortant) Parti socialiste                      | 7 812                     | 18,29                     | 15 686                   | 45,38                    |
|                                                                           | Harold Blanot Front national                                          | 6 485                     | 15,18                     |                          |                          |
|                                                                           | Marie-Anne Guillemain La France insoumise                             | 4 342                     | 10,17                     |                          |                          |
|                                                                           | Annie Legrain Les Républicains (Union des démocrates et indépendants) | 3 804                     | 8,91                      |                          |                          |
|                                                                           | Monique Choquel Parti communiste français                             | 1 523                     | 3,57                      |                          |                          |
|                                                                           | Fabienne Cardot Divers droite (577-Les Indépendants)                  | 1 199                     | 2,81                      |                          |                          |
|                                                                           | Patrick Vanhersecke Debout la France                                  | 808                       | 1,89                      |                          |                          |
|                                                                           | Gilbert Champagne Europe Écologie Les Verts                           | 787                       | 1,84                      |                          |                          |
|                                                                           | Jean de Rohan-Chabot Union populaire républicaine                     | 412                       | 0,96                      |                          |                          |
|                                                                           | Bernard Gagnepain Écologiste (Mouvement 100 %)                        | 397                       | 0,93                      |                          |                          |
|                                                                           | Henri Massol Extrême droite (Union des patriotes)                     | 396                       | 0,93                      |                          |                          |
|                                                                           | Dominique Dupuis Lutte ouvrière                                       | 309                       | 0,72                      |                          |                          |
| Source : Ministère de l'Intérieur - Deuxième circonscription de la Nièvre |                                                                       |                           |                           |                          |                          |

#### Élections législatives de 2022
| Résultats des élections législatives des 12 et 19 juin 2022 de la 2e circonscription de la Nièvre |                          |                          |                          |              |              |             |             |
| Candidat                                                                                          | Candidat                 | Parti et coalition       | Nuance                   | Premier tour | Premier tour | Second tour | Second tour |
| Candidat                                                                                          | Candidat                 | Parti et coalition       | Nuance                   | Voix         | %            | Voix        | %           |
|                                                                                                   | Julien Guibert           | RN                       | RN                       | 11 438       | 27,87        | 15 472      | 36,34       |
|                                                                                                   | Patrice Perrot           | LREM (ENS)               | ENS                      | 11 010       | 26,83        | 15 577      | 36,59       |
|                                                                                                   | Marie-Anne Guillemain    | LFI (NUPES)              | NUP                      | 10 004       | 24,38        | 11 527      | 27,07       |
|                                                                                                   | Christophe Deniaux       | LR (UDC)                 | LR                       | 4 450        | 10,84        |             |             |
|                                                                                                   | Marie Joelle Guillaume   | VIA (REC)                | VIA                      | 1 659        | 4,04         |             |             |
|                                                                                                   | Dominique Dupuis         | LO                       | DXG                      | 972          | 2,37         |             |             |
|                                                                                                   | Pascal Lepetit           | DLF (UPF)                | DSV                      | 880          | 2,14         |             |             |
|                                                                                                   | Héloïse Megy             | PA                       | ECO                      | 625          | 1,52         |             |             |
| Suffrages exprimés                                                                                | Suffrages exprimés       | Suffrages exprimés       | Suffrages exprimés       | 41 038       | 97,07        | 42 576      | 96,91       |
| Votes blancs                                                                                      | Votes blancs             | Votes blancs             | Votes blancs             | 794          | 1,88         | 878         | 2,00        |
| Votes nuls                                                                                        | Votes nuls               | Votes nuls               | Votes nuls               | 446          | 1,05         | 480         | 1,09        |
| Total                                                                                             | Total                    | Total                    | Total                    | 42 278       | 100          | 43 934      | 100         |
| Abstention                                                                                        | Abstention               | Abstention               | Abstention               | 37 488       | 47,00        | 35 828      | 44,92       |
| Inscrits / participation                                                                          | Inscrits / participation | Inscrits / participation | Inscrits / participation | 79 766       | 53,00        | 79 762      | 55,08       |

#### Élections législatives de 2024
| Candidat                 | Candidat                 | Parti et coalition       | Nuances                  | Premier tour | Premier tour | Second tour | Second tour |
| Candidat                 | Candidat                 | Parti et coalition       | Nuances                  | Voix         | %            | Voix        | %           |
| ------------------------ | ------------------------ | ------------------------ | ------------------------ | ------------ | ------------ | ----------- | ----------- |
|                          | Julien Guibert           | RN                       | RN                       | 23 481       | 44,83        | 27 522      | 54,82       |
|                          | Christian Paul           | PS (NFP)                 | NFP                      | 13 788       | 26,32        | 22 686      | 45,18       |
|                          | Sandra Germain           | RE (ENS)                 | ENS                      | 10 708       | 20,44        | retrait     | retrait     |
|                          | Marc-Alexandre Vincent   | LR                       | LR                       | 2 757        | 5,26         |             |             |
|                          | Dominique Dupuis         | LO                       | EXG                      | 839          | 1,60         |             |             |
|                          | Aurore Munoz             | DLF                      | DSV                      | 801          | 1,53         |             |             |
|                          | Justine Guyot            | DVG                      | DVG                      | 9            | 0,02         |             |             |
|                          |                          |                          |                          |              |              |             |             |
| Votes valides            | Votes valides            | Votes valides            | Votes valides            | 52 383       | 96,55        | 50 208      | 91,12       |
| Votes blancs             | Votes blancs             | Votes blancs             | Votes blancs             | 1 054        | 1,94         | 3 396       | 6,16        |
| Votes nuls               | Votes nuls               | Votes nuls               | Votes nuls               | 819          | 1,51         | 1 497       | 2,72        |
| Total                    | Total                    | Total                    | Total                    | 54 256       | 100          | 55 101      | 100         |
| Abstention               | Abstention               | Abstention               | Abstention               | 24 509       | 31,12        | 23 664      | 30,04       |
| Inscrits / participation | Inscrits / participation | Inscrits / participation | Inscrits / participation | 78 765       | 68,88        | 78 765      | 69,96       |

#### Département de la Nièvre
- La fiche de l'INSEE de cette circonscription : « Tableaux et Analyses de la deuxième circonscription de la Nièvre », sur insee.fr, site de l'Institut national de la statistique et des études économiques (consulté le 10 juin 2007) [PDF]
- « Tous les députés du département de la Nièvre depuis 1789 », sur assemblee-nationale.fr, site de l'Assemblée nationale française (consulté le 10 juin 2007)
- « Informations contentieuses sur le département de la Nièvre (Élections législatives de 2002) »(Archive.org • Wikiwix • Archive.is • Google • Que faire ?), sur conseil-constitutionnel.fr, site du Conseil constitutionnel (consulté le 13 juin 2007)

#### Circonscriptions en France
- « Carte des circonscriptions législatives en France », sur assemblee-nationale.fr, site de l'Assemblée nationale française (consulté le 10 juin 2007)
- « Résultats électoraux officiels en France »(Archive.org • Wikiwix • Archive.is • Google • Que faire ?), sur interieur.gouv.fr, site du ministère de l'Intérieur (France) (consulté le 13 juin 2007)
- Description et Atlas des circonscriptions électorales de France sur http://www.atlaspol.com, Atlaspol, site de cartographie géopolitique, consulté le 13 juin 2007.